# Míla Kočová
Míla Kočová (10. června 1898 Vídeň – 9. února 1951 Praha) byla česká operní pěvkyně.

## Životopis
Míla Kočová se provdala za MUDr. Jaromíra Mareše (1899–1980) přednostu oddělení 4. ústavu pro zubní lékařství.
Byla koloraturní sólistka opery Národního divadla (ND) v Praze. Hostovala v mimopražských divadlech (např. v Brně), zpívala na koncertech, objevovala se v Radio-Journalu hned po jeho vzniku. Bydlela na Příčné 2 Praha II.

## Dílo

### Operní role (výběr)
- Bystrouška: Příhody lišky Bystroušky – Leoš Janáček. Praha: ND, 18. 5. 1925
- Cio-Cio-San: Madame Buterfly – Giacomo Puccini. Praha: [Večer písní:] Mozarteum, 15. 5. 1926
- Violeta: La traviata – Giuseppe Verdi. Brno: Zemské divadlo, 5. 3. 1941

### Gramofonové desky
- 1. s. Věrné milování: „Prodaná nevěsta“ – dirigent Jar. Řídký, zpěv Míla Kočová a Otakar Mařák. 1934
- Již jsem zas doma: 1. s. žalářní scéna, IV. jednání – „Psohlavci“ 2. s. Kozina a Jiskra: scéna z I. jednání – „Psohlavci“ — slova: Karel Šípek; hudba: Karel Kovařovic; zpěv: Míla Kočová, Marta Krásová, Theodor Schütz, Jan Hilbert Vávra. [1925–1935]
- Rozhodnuto, uzavřeno: 1. s. dueto Karoliny – Anežky „Dvě vdovy“ – hudba Bedřich Smetana; slova: Emanuel Züngl. 2. s. dueto Julie a Bohuše: II. jednání – „Jakobín“ – hudba Antonín Dvořák; slova: Marie Červinková-Riegrová — zpěv Míla Kočová, Jan Hilbert Vávra. [1925–1938]
- 1. s. Jdi a střásej všechny větve třešní: dvojzpěv z opery „Madame Butterfly“ – hudba: Giacomo Puccini; slova: Václav Juda Novotný. 2. s. Čarokrásné jméno tvé: arie Gildy z opery „Rigoletto“ – hudba: Giuseppe Verdi; slova: V. J. Novotný — zpěv Míla Kočová, Ludmila Hanzalíková, Josef Charvát. Praha: Ultraphon, [1935—1945]
- 1. s. Madame Butterfly: opera. Duet z II. jednání „Jdi a střásej všechny větve třešní“ – Giacomo Puccini; libreto Luigi Illica a Giuseppe Giacosa; přeložil V. J. Novotný. 2. s. Rigoletto: opera. Arie Gildy z I. jednání „Čarokrásné jméno tvé“ — Giuseppe Verdi ; libreto Francesco Maria Piave; přeložil V. J. Novotný — zpěv Míla Kočová, Ludmila Hanzalíková, Josef Charvát. Praha: Supraphon, [1950–1960]